# Mitsuo Yamaguchi
Mitsuo Yamaguchi (山口 光雄, Yamaguchi Mitsuo, Fukuoka, 23 de maio de 1965) é um dublador japonês, mais conhecido pelo seu nome artístico,  Kappei Yamaguchi (山口 勝平, Yamaguchi Kappei).

## Dublagens
Seguem, abaixo, os trabalhos do Yamaguchi. A sequência para uma melhor compreensão está no início com o nome da obra, ano (ou período) de exibição, finalizando com o personagem que ele dublou.

### Animes
- Oishinbo (1988–1992, Kyō Aikawa)
- Kimba the White Lion (1989–1990, Ken'ichi)
- Ranma ½ (1989–1992, Ranma Saotome, Kotarō)
- Kyattō Ninden Teyandee (1990–1991, Yattarō)
- Super Zugan (1992–1993, Hideyuki Toyotomi)
- Super Robot Wars Original Generation (Tasuku Shinguji)
- YuYu Hakusho (1992–1994, Jin)
- Miracle Girls (1993), Yūda Noda[3]
- Captain Tsubasa J (1994–1995, Ryo Ishizaki adulto)
- Konjiki no Gash Bell (Danny)
- Jungle King Tar-chan (1993–1994, Etekichi, Chō)
- Mobile Fighter G Gundam (1994–1995, Sai Saici)
- Red Baron (1994–1995, Ken Kurenai)
- Demon Child Zenki (1995, Zenki)
- Imagination Science World Gulliver Boy (1995, Gulliver Toscanni)
- Neighborhood Story (1995–1996, Tsutomu Yamaguchi)
- Baby and Me (1996–1997, Takuya Enoki)
- GeGeGe no Kitaro (1996–1998, Noppera-bō)
- Detective Conan (1996-, Shin'ichi Kudō, Kaitō Kid/Kaitō Kuroba)
- Pocket Monsters (1997-ongoing, Tōru)
- Fancy Lala (1998, Tarō Yoshida)
- Cyber Team in Akihabara (1998, Crane Bahnsteik)
- Takoyaki Mantoman (1998–1999, Takoyaki Blue)
- Betterman (1999, Keita Aono)
- Eden's Bowy (1999, Yorn)
- One Piece (Usopp/Sogeking), Zoro(impostor do arquipélago Sabaody)
- Kamikaze Kaito Jeanne (2000, Noin Claude)
- Kiba (2006, Hugh)
- InuYasha (2000–2004, InuYasha)
- Gravitation (2000–2001, Sakuma Ryuichi)
- Bakuten Shoot Beyblade (2001–2003, Michael Parker)
- Gun Frontier (2002, Tochirō Oyama)
- Law of Ueki (2002, Hideyoshi Soya)
- Rizelmine (2002, Tomonori Iwaki)
- Asobot Military History Goku (2002–2003, Gokū)
- Weiß Kreuz Glühen (2002–2003, Sena Izumi)
- The Twelve Kingdoms (2002–2003, Enki)
- Atashinchi (2002-, Fujino)
- Mouse (2003, Sorata Muon)
- DearS (2004, Hikorō Oikawa)
- Doki Doki School Hours (2004, Kenta Suetake)
- Keroro Gunsō (2004-, Recruit Tororo)
- Eyeshield 21 (2005–2008, Tarō "Monta" Raimon)
- Death Note (2006–2007, L)
- Futari wa Pretty Cure Splash Star (2006–2007, Frappi)
- Da Capo II (2008, Wataru Itabashi)
- To Love-Ru (2008, Lacospo)
- Neo Angelique ~Abyss~ (2008, René)
- One Outs (2008–2009, Satoshi Ideguchi)
- Pandora Hearts (2009-, Cheshire Cat)
- Papuwa (2003–2004, Gunma, Chappy)
- InuYasha Kanketsu-hen (2009–2010, Inuyasha)
- Sister Princess (2001, Taro Yamada)
- JoJo's Bizarre Adventure (2016, Shigekiyo Yangu/Shigechi)

### OVA
- 1+2=Paradise (1990, Yūsuke Yamamoto)
- Devil Hunter Yohko (1990), Wakabayashi Osamu[4]
- Ryokunohara Meikyū - Sparkling Phantom (1990, Kanata Tokino)
- Record of Lodoss War (1990–1991, Eto)
- Mōryō Senki MADARA (1991, Madara)
- RG Veda (1991, Ryu-oh)
- Slow Step (1991, Shū Akiba)
- Sōryūden (1991–1993, Amaru Ryūdō)
- The Heroic Legend of Arslan  (1991–1996, Arslan)
- K.O. Century Beast Warriors (1992–1993, Wan Dababatta)
- Tokyo Babylon (1992–1994, Subaru Sumeragi)
- Giant Robo: The Day the Earth Stood Still (1992–1998, Daisaku Kusama)
- La Blue Girl (1992–2002, Nin-Nin)
- Ranma ½ series (1993–2008, Ranma Saotome)
- Baki the Grappler (1994, Baki Hanma)
- Fish in the Trap (1994, Takahiro Matsui)
- Oira Uchū no Tankōfu (1994, Ushiwaka Nanbu)
- Plastic Little (1994, Nichol Hawking)
- Vixens (1996, Ujita)
- Jungle de Ikou! (1997, Takuma)
- Gravitation (1999, Ryuichi Sakuma)
- Detective Conan series (2000-, Shin'ichi Kudō, Kaitō Kid/Kaitō Kuroba)
- Pocket Monsters: Pikachu no Fuyuyasumi 2001 (2001, Delibird)
- The Boy Who Carried a Guitar: Kikaider Vs. Inazuman (2003, Inazuman)
- Netrun-mon (2004, BB Runner)
- Dead Leaves (2004, Retro)
- Angel's Feather series (2006, Shō Hamura)
- Freedom Project (2006–2008, Bismarck)
- Ranma ½: Akumu! Shunminkō (2008), Ranma Saotome[5]

### Filme de animação
- Majo no Takkyūbin (1989, Tombo)
- Chibi Maruko-chan: Ōno-kun to Sugiyama-kun (1990, Ōno-kun)
- Ranma ½ (1991–1992, Ranma Saotome)
- Kindaichi Case Files (1996, Hajime Kindaichi, only this first film)
- Neighborhood Story (1996, Tsutomu Yamaguchi)
- Detective Conan series (1997-ongoing, Shin'ichi Kudō, Kaitō Kid/Kaitō Kuroba)
- One Piece (2000-, Usopp)
- InuYasha (2001–2004, InuYasha)
- Bonobono: Kumomo no Ki no Koto (2002, Araiguma-kun)
- A Tree of Palme (2002, Roualt)
- Dead Leaves (2004, Retro)
- The Law of Ueki (2005–2006, Souya Hideyoshi )
- Dōbutsu no Mori (2006, Fūta the Owl)

### Internet
- Ikuze! Gen-san (2008, Genzō Tamura)[6]

### Video games
- Angel's Feather (Shō Hamura)
- Another Century's Episode: R (Tobia Arronax)
- Battle Stadium D.O.N (Usopp)
- Breath of Fire  (Ryū)
- Crash Bandicoot  (Crash Bandicoot, Fake Crash, Wa-Wa the Water Elemental)
- Destroy All Humans! (Cryptosporidium 137)
- GetBackers Dakkanya: Uba Wareta Mugenshiro (Ginji Amano)
- Harry Potter  (Harry Potter (as of Prizoner of Azkaban))
- Grandia (Rapp)
- Imagination Science World Gulliver Boy (Gulliver Toscanni)
- InuYasha  (InuYasha)
- Kannagi no Tori (Ryuu Watanuki)
- L the Prologue to Death Note -Rasen no Trap- (L)
- Legend of the Hungry Wolf  (Jin Chonshū, Jin Chonrei)
- The Legend of Xanadu  (Arios)
- Neo Angelique  (René)
- Neo Geo Battle Coliseum (Jin Chonshū, Jin Chonrei)
- One Piece (Usopp)
- Persona 4 (Kuma/Teddie)
- Pokémon Mystery Dungeon: Time Exploration Team and Darkness Exploration Team (Hikozaru)
- Ranma ½ (Ranma Saotome)
- Record of Lodoss War (Eto)
- SD Gundam G Generation Spirits (Tobia Arronax)
- Super Robot Wars Alpha 2 (Tobia Arronax)
- Tales of Rebirth (Tytree Crowe)
- Tengai Makyō  (Danjūrō Kabuki)

### Produções Estrangeiras
- Adventures of Sonic the Hedgehog (Sonic)
- Agent Cody Banks (Cody Banks)
- Boy Meets World (Cory Matthews, temporadas 3-7)
- Charlie and the Chocolate Factory (Mike Teavee)
- Dragonball Evolution (Son Gokū)
- Dr. Dolittle 2 (Archie the Bear)
- Garfield: A Tail of Two Kitties (Garfield)
- Growing Pains (Benjamin "Ben" Hubert Horatio Humphrey Seaver, temporadas 5-7)
- Indiana Jones and the Kingdom of the Crystal Skull (Henry "Mutt Williams" Jones III)
- Looney Tunes (Bugs Bunny)
- Space Jam (Bugs Bunny)
- Madagascar (Mort)
- Madagascar: Escape 2 Africa (Mort)
- Sonic SatAM (Sonic)
- South Park (Kyle Broflovski, James "Jimmy" Vulmer, Craig Tucker, Clyde Donovan, Sixth Grade Leader, Dougie)
- Star Trek: Deep Space Nine (Nog)
- A Goofy Movie (Max Goof)
- An Extremely Goofy Movie (Max Goof)
- Disney's House of Mouse (Max Goof)

### Comerciais
- M&M's (Japonês) (M&M Vermelho)

### Canções de animes e áudio dramas

#### Dramas
- Akira Ijyuin - 20 Mensou Ni Onegai! (Man of Many Faces) (Victor, VICL-3001, 1990)
- Yuuji Nonaka - Code Name wa Charmer, conhecido também como My Codename is Charmer (Bandai/Apollon, BCCM-6, 1991)[7]
- Ran - Sukisho
- Artemis - Pretty Guardian Sailor Moon (live-action)
- Saika - Pick of the Litter
- Edward - Thomas the Tank Engine and Friends
- Inuyasha - Inuyasha Jigoku de Matteita Shichinintai (Drama CD)

#### Trabalhos individuais
- René - Neo Angelique ~My First Lady~ "Neo Angelique game booklet CD"
- InuYasha - "Aoki Yasei O Daite" (2005)
- Chichiri - Fushigi Yūgi "CD books"
- Light - Twinbee Paradise 3 Vocal Bomb (Konami, KICA-7761) and Twinbee Paradise 2 Sound Fantasia (Konami KICA-7652)
- Equal Striver (with Akio Matsuoka) - Shadow Skill V (Star Child, KICA-310, 1996)
- Ranma Saotome (homem) - Varias canções de Ranma ½ (1989 - 1993)
- Usopp - One Piece várias canções.
- Ryuichi Sakuma - Gravitation - Gravitation Sound Story III - Predilection
- Hideyoshi Souya - Law of Ueki - The Law of Songs! - Hattari!
- Frappi - Gambalance de Dance- Futari wa Pretty Cure Splash Star 2nd ED with Miyu Matsuki (Choppi) and Mayumi Gojo.[8]
- Danny - "Boy..." (Konjiki no Gash Bell!!
- Sai Saici - com Argo Gulskii - Mobile Fighter G Gundam Character song: China Shuffle.

## CD

### Solo
- Rollin' (Futureland/Youmex, TYDY-5147, 1990)
- A Boy (Futureland/Youmex, TYCY-5185, 1991)
- Mini-Best (Meldac/Nippon Crown, MECH-18004, 1995)
- Unbalance City (Nippon Columbia, COCC-13586, 1996)

### Ao lado de outros dubladores
- Message: Seiyū Collection Volume 1 (Platz, PLCA-808) (1990)